# Novaledo
Novaledo és un municipi italià dins de la província de Trento. L'any 2010 tenia 1.385 habitants. Limita amb els municipis de Borgo Valsugana, Frassilongo, Levico Terme, Pergine Valsugana i Roncegno Terme.

## Arquitectura d'interès

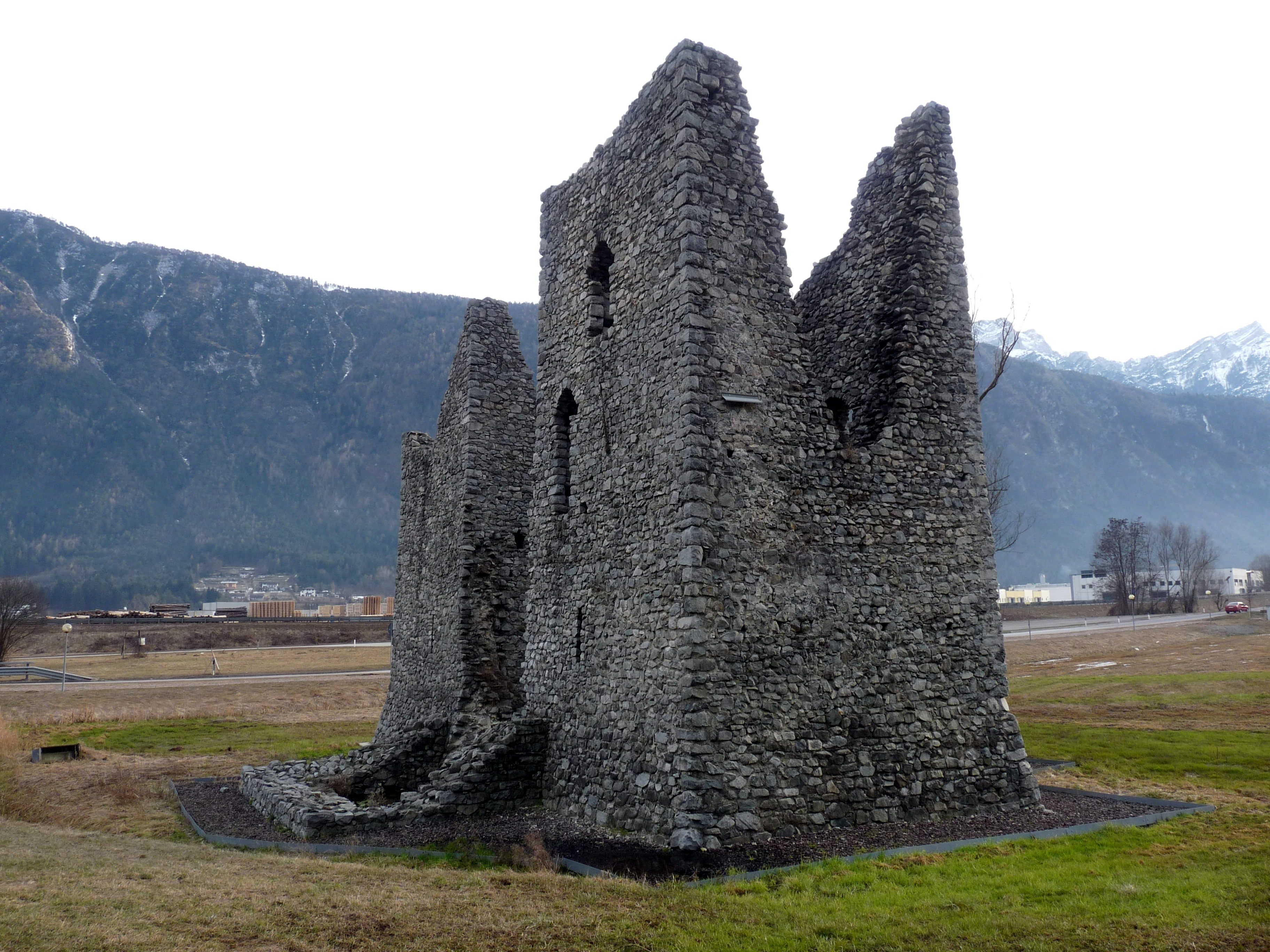
Restes de la Torre Quadrada des del nord-est

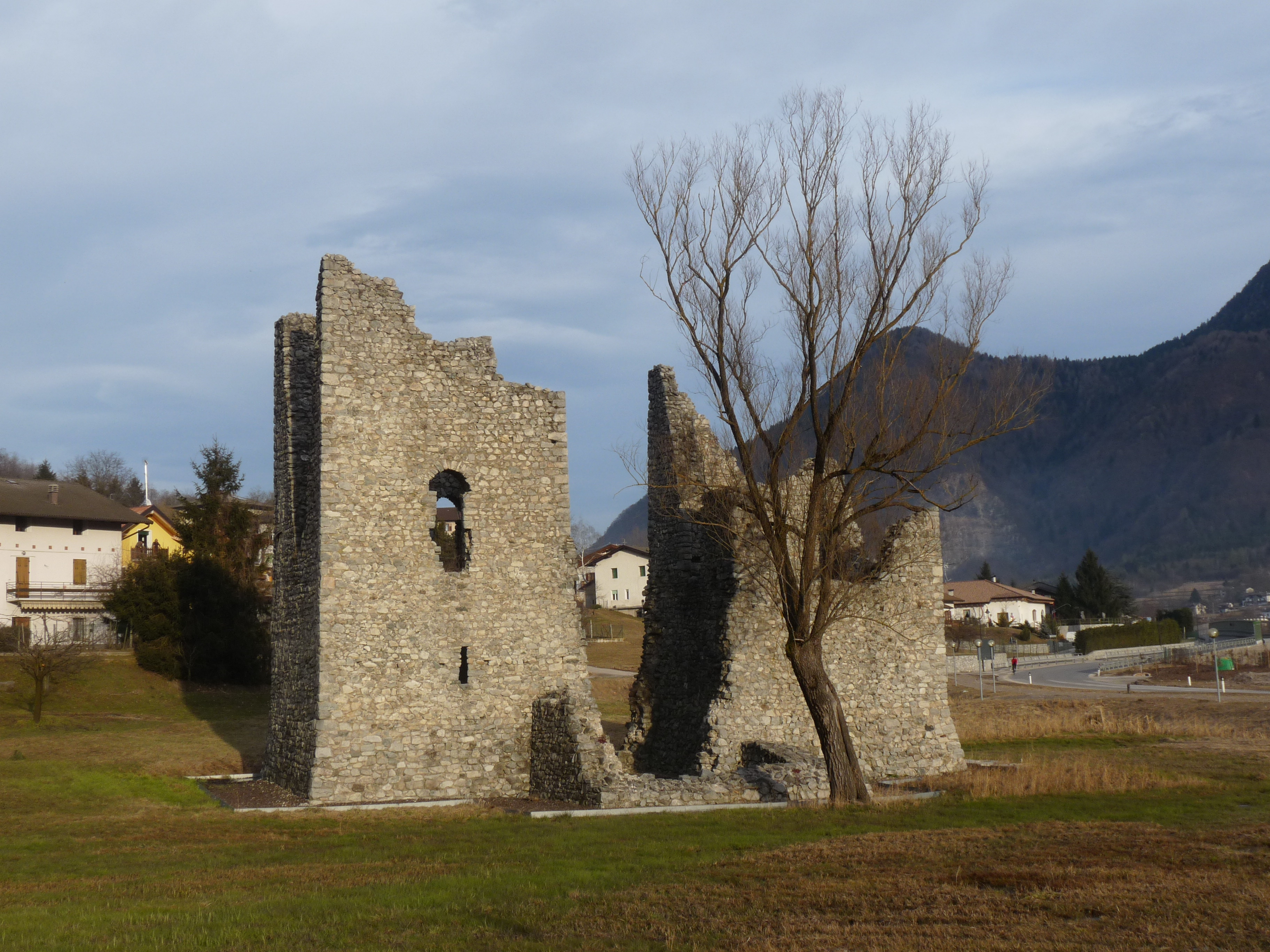
Vista de la Torre Quadrada des del costat d'oest

## Administració
| Període | Identitat      | Partit        |
| ------- | -------------- | ------------- |
| 2010-   | Attilio Iseppi | Llista cívica |